# Auer Bach (Schlierach)
Der Auer Bach, im Oberlauf Moosbach, ist ein über vier Kilometer langer Bach im Voralpenland im bayerischen Landkreis Miesbach. Er entsteht am Ostrand des Gemeindegebietes von Gmund am Tegernsee bei dessen Einöde Mösl, durchfließt dicht an der Gemeindegrenze zu Hausham einen Waldtobel und tritt gegen dessen Ende auf Haushamer Grund über. Anfangs ungefähr ostnordostwärts laufend, kehrt er sich darin in einer Wiesenlandschaft auf nordnordöstlichen Lauf, läuft dann beidseits der Stadtgrenze von Miesbach entlang und mündet zuletzt beim Miesbacher Dorf Haidmühl von links in die Schlierach.